# قهوة الزباد

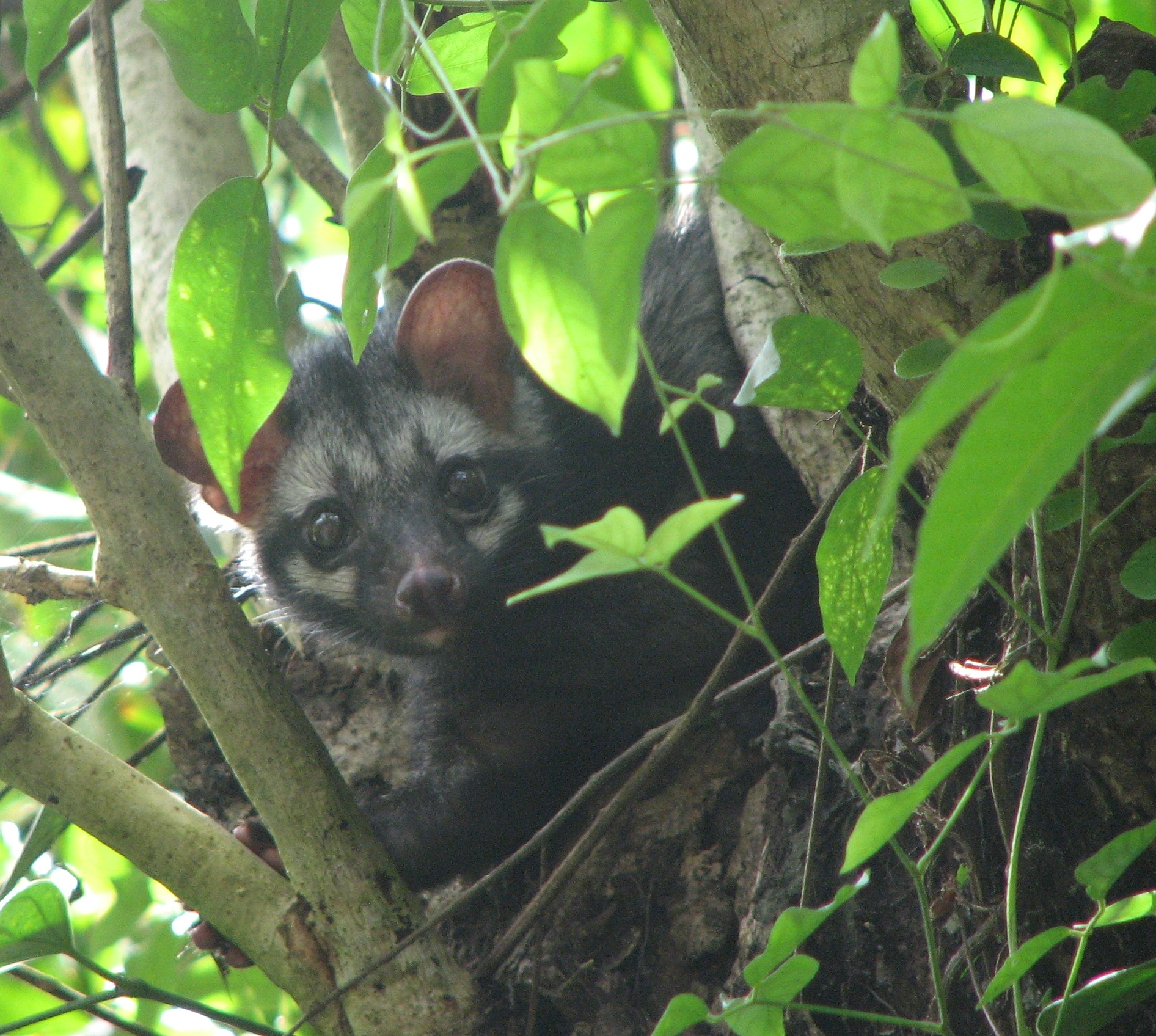
صورة لحيوان زبّاد النخيل الذي يُنتج بن قهوة الزَّبَاد بإطعامه حبوب «البن» ثم استخدامها لعمل القهوة بعد خروجها من جسم الحيوان وتنظيفها من المخلفات الأخرى.

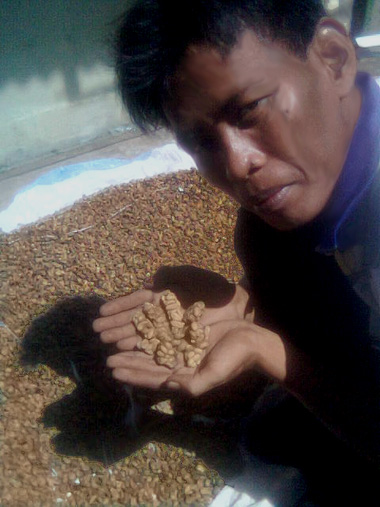
صورة لحبوب البن بعد خروجها من جسم حيوان زَبَاد النخيل، الذي اسمه في اللغة المحلية «لواك» (Luwak)، ومنها تُصنّع قهوة الزباد

قهوة الزَّبَاد (بالإندونيسية: Kopi luwak)‏ وتقرأ كوبي لواك أو كوبي لواكندووزييه، هي قهوة إندونيسية نادرة ورايقة وباهظة الثمن، لها طعم ورائحة فريدين مميزين لها، وتُعد من أغلى أسعار القهوة في العالم،  ويصنعها حيوان زباد النخيل (luwak) لإنتاج قهوة الزَّبَاد (Kopi luwak) بإطعامه حبوب البن ثم استخدامها لعمل القهوة بعد خروجها من جسم الحيوان وتنظيفها من المخلفات الأخرى(الشّخّة).
تعد قهوة الزباد من أحد أهم أصناف القهوة المتميزة في شتى أنحاء العالم، وهي الأغلى ثمنا، حيث يبلغ سعر الرطل الواحد منها بنحو 600 دولار أمريكي، وسعر الفنجان الواحد بما قد يتجاوز 50 دولار أمريكي وتصنع هذه القهوة من فضلات أحد الحيوانات التي تعيش في شرق آسيا ويقتات على البن ويعرف بالعربية باسم زباد.
تقدم هذه القهوة في بعض دول العالم كاليابان وأمريكا وبعض الدول الأوروبية وفي مناسبات خاصة جدا وللطبقة المترفة من المجتمع.

## التسمية
يتم إنتاج تلك القهوة الخاصة بإطعام حيوان زباد النخيل حبوب البنّ، لتختمر في جهازه الهضمي ثم تُلتقط من مخلفاته وتُنظف من المخلفات الأخرى لعمل قهوة باهظة الثمن اسمها قهوة الزباد

## إنتاج قهوة قهوة الزباد
تُنتج هذه القهوة من حبوب البن الذي اقتات عليه زباد النخيل فمن المعروف أن هذا الحيوان ينتقي حبوب البن عن أشجارها ويأكلها بنهم، فتعمل الأنزيمات الموجودة في معدته على تخمير حبوب البن وتفكيك البروتينات.
يجمع المزارعون  إندونيسيا والفليبين حبوب البن لدى خروجها من جهازه الهضمي وطرحها خارج جسمه بعناية، ثم تُغسل وتحمص تحميصًا بسيطًا لتفادي تحطم التركيب المعقد لنكهتها المتميزة وطعمها.

## في المزارع
ويوضح بعض المزارعين المتخصصين في هذا المجال، أنهم أحيانا يعمدون إلى إخراج حبوب البن من هذه ثقوب الحيوانات بعد أن تمت عملية التخمر في معدتها، عن طريق إجبار الحيوان على تقيؤها وعدم الانتظار لحين خروجها طبيعيا.
ونظرا للإقبال الشديد على هذا النوع من القهوة، فقد لجأ الكثير من المزارعين إلى تربية هذه الحيوانات في أماكن خاصة «مزارع»، حيث يتم إطعامها حبوب البن من أجل إجراء عملية التخمير لها في أجسادها.

## في فيتنام
تجدر الإشارة إلى أنه يتم إنتاج أنواع أخرى من القهوة بطريقة مشابهة، ففي فيتنام يتم إنتاج نوع آخر من القهوة تسمى civetcoffee وهي من حبوب البن التي يتم الحصول عليها من فضلات حيوان «الزمبور الهندي» الذي ينتمي إلى عائلة «الزومبراكيات».

## التقديم
وقهوة الزباد يتم تقديمها في الكثير من الأماكن الراقية وبأسعار خيالية، ويتم إضافة الكراميل أو الشوكولاته إليها، ونظراً لقلة وندرة هذا النوع من القهوة في العالم، حيث يبلغ إنتاج إندونيسيا منها حوالي 500 كيلو غرام فقط سنويا، فقد تنبهت بعض الدول إلى ضرورة الاستثمار في هذا المجال، فلجأت الصين في سنة 2004 إلى تربية الآلاف من حيوانات الزباد من أجل إنتاج هذا النوع الفريد من البن لسد الطلب المتزايد عليها عالميا وتحقيق أرباح خيالية.
ففنجان قهوة الزباد يعتبر لدى الكثيرين ثروة طائلة، وحلما لن يتحقق. ولكن هناك شركتان لديها هذه النوع الفريد من القهوة وهي شركة أندري آند لوكا في أمريكا وهي باهظة الثمن بالنسبة للقهوة العادية.